# Indiana Jones und das Labyrinth des Horus
Indiana Jones und das Labyrinth des Horus ist ein 1993 erschienener Abenteuerroman des deutschen Schriftstellers Wolfgang Hohlbein. Es handelt sich um den siebten von insgesamt acht Indiana-Jones-Romanen, die zwischen 1990 und 1994 von Hohlbein verfasst wurden. In diesem muss der amerikanische Archäologe und Abenteurer Indiana Jones 1941 den beiden erwachsenen Kindern eines verschwundenen Kollegen helfen, diesen zu suchen; dabei stoßen sie auf die Spuren einer lange Zeit vergessenen Kultanlage in der Wüste Ägyptens.

## Handlung
1941: Indiana Jones befindet sich mit seinem Kollegen Grisswald, den er nicht leiden kann, der allerdings als aussichtsreicher Kandidat als nächster Dekan gilt, in Marokko. Dort suchen sie nach Hinweisen nach dem Antlitz der Göttin Mohk, einer goldenen Totenmaske. Während Grisswald sich in die Archivarbeit vertieft, macht sich Jones auf eigene Faust auf und findet das gesuchte Artefakt bei einem Beduinenstamm, denen er es stiehlt. Mit einem LKW flieht er schließlich, dicht gefolgt von bewaffneten Reitern, zurück nach Casablanca, wo ihr Schiff wartet, das sie zurück nach Amerika bringen soll. Nur knapp schafft er es noch an Bord zu kommen, wo er von Grisswald für sein Verschwinden gerügt wird, da niemand wusste, wo er war. Jones erhält auch ein Telegramm, das zu seiner Überraschung von seinem alten Bekannten Basil Smith, einem ehemaligen Lehrer von ihm, stammt. Dieser hatte ihm einst in Yucatán das Leben gerettet und schreibt nun, dass er ihn an sein damaliges Versprechen erinnert und ihn dringendst in Istanbul erwartet. Jones übergibt daher Grisswald die gefundene Maske, mit denen sie ihren Forschungsauftrag erfüllt haben, und springt von Bord, um zurück ans Ufer zu schwimmen. Es gelingt ihm anschließend, einen Kutter zu finden, der ihn auf die kriegsbedingt inzwischen sehr gefährliche Reise durch das Mittelmeer mitnimmt. In Istanbul angekommen überlegt Jones, wie er am besten Smiths Spur aufnehmen kann, nachdem das Telegramm schon vor über einem Monat abgeschickt worden war. Er beschließt, einen alten Bekannten, einen syrischen Händler aufzusuchen, der sehr gut über alle Vorgänge in der Stadt Bescheid weiß. Dieser grollt Jones allerdings immer noch, weil bei ihrem letzten Zusammenstoß die Geheimpolizei auf den Laden, in dem illegale Verkäufe stattfinden, aufmerksam wurde. Gegen Geld kann Jones die Informationen erhalten, dass Smith in einer Privatbibliothek in Bursa Hinweise auf ein noch unentdecktes altes Bauwerk gefunden haben soll und eine Expedition nach Ägypten vorbereiten wollte, dafür Geldgeber suchte, allerdings wenig Erfolg hatte, nachdem seine letzten Unternehmungen nicht sehr erfolgreich waren. Jones ahnt, weshalb es die letzten Jahre so ruhig um den einst so bekannten Smith geworden war. Als Jones nicht mehr gewillt ist, für weitere Informationen noch mehr Geld aufzuwenden, und statt durch Feilschen mit Gewalt an diese herankommen will, kriegt er mit den Angestellten des Syrers Probleme und kann nur durch eine Liste lebend aus dem Geschäft gelangen und im Gewirr der Straßen entkommen. Er beschließt, verschiedene Hotels abzuklappern, in der Hoffnung, dass Smith noch in Istanbul ist. Die Vorliebe Smiths für Luxus kennend versucht er es zunächst bei den teuersten und wird nach einigen Stunden schließlich beim Regency fündig, wo ein Basil Smith abgestiegen ist und auch auf Jones’ Namen eine Suite gebucht ist. Er muss jedoch feststellen, dass es nicht Smith ist, der hier wohnt, sondern dessen Kinder Raymond, ein angehender Archäologe, und Liz, eine Studentin der englischen Kunstgeschichte. Das Telegramm stammte auch nicht von Basil Smith, sondern wurde von dessen Kindern aufgegeben, weil sie Jones’ Hilfe brauchen, denn ihr Vater ist verschwunden. Er schrieb ihnen, dass sie ihn in Istanbul treffen sollen, war bei ihrer Ankunft aber nicht mehr zu finden.
Jones beschließt, den beiden bei der Suche zu helfen. Gemeinsam mit Raymond macht er sich nach Bursa auf, wo der Europäer Pierre Dumont eine große Sammlung von Pergamenten besitzt, die seit dem Mittelalter in islamischen Bibliotheken aufbewahrt wurden. Sie kommen dahinter, dass eine von Smith hinterlassene Notiz auf eine bestimmte Stelle im zweiten Buch von Herodots Historien, wo dieser über seine Erfahrungen in Ägypten berichtete, hinweist. Sie finden die besagte Stelle, werden aber plötzlich von Mönchen in orangen Gewändern angegriffen, welche die Bibliothek in Brand setzen. Jones und Raymond können knapp mit ihrem Leben entkommen, Jones ist es zuvor noch gelungen, sich die von ihnen angesehenen Pergamente in die Jackentasche zu stecken. Zurück im Hotel übersetzt Jones den griechischen Text, der von einer in der Wüste beim mystischen Moiris-See errichteten Grabmal des letzten auf Erden befindlichen Gottes spricht. Dort heißt es, dass ein Mosaik im Palast von Knossos auf Kreta einen Plan des Labyrinths zeigt. Sie beschließen, sich nach Kreta zu begeben, allerdings ist es nicht leicht, dorthin zu gelangen, da inzwischen mit einer deutschen Invasion Kretas gerechnet wird. Dennoch gelingt es ihnen, einen einheimischen Piloten zu finden, der bereit ist, das Risiko einzugehen. Sie geraten mitten in die Kriegshandlungen der tatsächlich erfolgten Invasion, dennoch gelingt es dem Piloten, sie abzusetzen. Ein griechischer Soldat verweist sie auf ein Bergdorf nahe Knossos, wo Dr. Green, der Grabungsleiter, als einer der wenigen Forscher noch zurückgeblieben ist. Dieser bestätigt, dass sich Smith auf Kreta aufgehalten hat und erinnert sich zudem, dass er ein bestimmtes Mosaik im Palast dort sehr genau angesehen hat. Sie begeben sich bei Einbruch der Abenddämmerung an die Ausgrabungsstätte. Auf der Suche nach dem Mosaik bemerkt Jones, dass sich jemand in der verlassen scheinenden Anlage befindet und entdeckt einen orange gekleideten Mönch, wie er sie in Bursa gesehen hat, der sich gerade am Bauwerk zu schaffen macht. Als dieser Jones und dessen Pistole bemerkt, läuft er weg, als Jones denkt, ihn in eine Sackgasse getrieben zu haben, bemerkt er, dass der Mönch zum Auslöser einer von ihm angebrachten Sprengladung gelaufen ist. Diese zündet er schließlich auch und damit wird das Mosaik, das sie suchten, zerstört. Jones wird dadurch schwer verletzt und muss sich erst wieder erholen. Derweil brechen Raymond und Dr. Green des Nachts in das örtliche Museum ein, wo eine detaillierte Zeichnung des Mosaiks aufbewahrt wird. Als sie erkennen, dass sie auf Kreta, das inzwischen zu großen Teilen von deutschen Soldaten kontrolliert wird, festsitzen, beschließt Jones, dass sie sich an Bord einer der deutschen Flugzeuge schleichen, die regelmäßig von dort abheben. Dass sie mit dem Flugzeug entkommen, fällt jedoch auf und ein deutscher Kampfflieger verfolgt sie. Ihr Flugzeug stürzt ab, sie werden jedoch von der britischen Mittelmeerflotte aufgelesen und nach Kairo gebracht.
Ein Sergeant namens Finnley stellt sich ihnen vor, er ist mit dem Fall von Basil Smiths Verschwinden beauftragt. Von ihm erfahren sie, dass die britische Armee Smith einige Männer und Ausrüstungen zur Verfügung stellte, weil dieser davon ausging, ein gigantisches Bauwerk in der Wüste entdeckt zu haben. Die Gründe zur Unterstützung dabei waren auch militärischer Natur: Das Militär erhoffte sich, dort einen See zu finden, den sie als Trinkwasserreservoir im Krieg nutzen könnten. Jones und seine beiden Begleiter stimmen schließlich einer Zusammenarbeit in der Sache zu. Finnley nimmt Jones danach jedoch zur Seite und berichtet ihm, soeben erfahren zu haben, dass in das Nationalmuseum in der Stadt eingebrochen worden ist und der gesichtete Einbrecher wie Basil Smith aussah. Die beiden begeben sich in das Museum, wo nur eine Horus-Figur entwendet worden war, jedoch handelte es sich um eine Nachmachung, das Original befindet sich mit weiteren Duplikaten sicher verstaut und wird den beiden schließlich ausgehändigt. Zurück in ihrer Unterkunft berichtete Liz verstört, dass sie während eines geplanten Einkaufsbummels in den Straßen von Kairo ihrem Vater begegnet ist. Dieser habe sich sehr merkwürdig verhalten, allerdings hätten sie am nächsten Tag ein Treffen bei der Großen Pyramide ausgemacht, dort würde er ihr mehr erzählen. Am nächsten Tag begeben sich Jones, Raymond, Liz und Finnley dorthin, Basil Smith taucht allerdings nicht auf. Sie finden ihn schließlich tot auf der Spitze der Pyramide liegend. Die Ärzte können keine konkrete Todesursache feststellen, es handelte sich jedoch um keine Gewalteinwirkung. Wegen des Kriegs beschließt Raymond und Liz, ihren Vater in Ägypten begraben zu lassen und den Leichnam nicht heim nach England zu bringen. Nach der Beerdigung sieht Jones seinen Auftrag als erfüllt und plant daher, irgendwie wieder zurück in die Vereinigten Staaten zu gelangen, kann aber von Finnley und Basil Smiths Kindern schließlich überzeugt werden, sie bei der Suche nach dem Labyrinth zu unterstützen.
Da sie wissen, dass es inzwischen in zwei weiteren Museen Einbrüche gab, wo zwei weitere Horus-Figuren gestohlen wurden und erneut die Mönche in oranger Kleidung dahinterstecken, machen sie sich auf die Suche nach deren Kloster. Dieses finden sie schließlich an einem abgelegenen Ort in der Wüste. Jones begibt sich alleine hin unter dem Vorwand, dass ihm bei der Reise das Wasser ausgegangen sei, wird jedoch nicht in das Innere des Klosters gelassen. Des Nachts dringt er heimlich dort ein und es gelingt ihm, den Aufenthaltsort der beiden fehlenden Horus-Statuen ausfindig zu machen. Als er damit verschwinden will, muss Jones jedoch erkennen, dass er in eine ihm gestellte Falle gelaufen ist. Die Mönche, die auch Finnley und Liz geschnappt haben, während Raymond verschwunden ist, nehmen ihm die Figuren wieder ab. Ihr Oberhaupt meint, dass niemand das Labyrinth öffnen darf und sie die Statuen hier sicher verwahren werden. Da das Geheimnis allerdings bewahrt werden muss, wollen sie alle drei töten lassen. Plötzlich stürmen mehrere der verschollenen Soldaten, die Basil Smith begleitet haben, das Kloster und richten unter den Mönchen ein Blutbad an. Der sterbende Anführer bittet Jones noch, dass er verhindern muss, dass das Labyrinth geöffnet wird. Bei den Soldaten befindet sich auch Raymond, der zufällig auf sie gestoßen sei.
Nach ihrer Flucht begeben sie sich mit den Soldaten, die äußerst wortkarg sind und auch auf den vom Rang her höher gestellten Finnley kaum reagieren, schließlich an den Ort, wo sich das zum Großteil vom Sand bedeckte Labyrinth befindet. Dort stoßen sie zu ihrer Überraschung auf den noch lebenden Basil Smith, der ihnen mitteilt, dass sein Tod nur vorgespielt war. Er hat an diesem Ort die Weihe des Horus empfangen und verfügt daher über übersinnliche Kräfte. Als sie durch einen Geheimgang, den die ägyptischen Priester damals benutzten, vor die letzte Kammer gelangen, gelingt es Jones durch einen Trick, Smith zu überlisten und niederzuschlagen, woraufhin er das Bewusstsein verliert. Zu ihrer Überraschung richtet nun jedoch Raymond eine Waffe auf sie und gibt zu erkennen, dass er die ganze Zeit über auf der Seite seines Vaters war. Mit diesem hatte er auch gemeinsam das Labyrinth entdeckt, Indiana Jones wurde nur dazu benötigt, um die fehlenden Horus-Figuren zu besorgen. Er war nicht aus England nach Istanbul angereist, sondern aus Ägypten. Besessen von der Idee, die Kammer zu öffnen, feuert er schließlich auch auf seine Schwester, die dabei verletzt wird. Basil Smith kommt wieder zu sich und setzt in eine Nische die Jones abgenommenen drei Figuren ein, woraufhin sich die letzte Kammer öffnet und Smith sie betritt. Dort muss er jedoch erkennen, dass er nie dazu ausgewählt war, erster Priester des Horus zu werden, sondern der Gott in seinem Körper auferstehen will. Smiths Körper verwandelt sich, sein Schädel formt sich zum Kopf eines Falken. Die Verwandlung will jedoch nicht glücken, da eine der Figuren nicht die echte ist, Jones hatte diese vor seinem Besuch im Auto zurückgelassen und nur eine der Fälschungen aus dem Museum mitgenommen. Raymond eilt zu seinem Vater, das Wesen tötet ihn jedoch. Die sterbende Wiedergeburt des Horus kann die sich nun wieder schließende Kammer wegen der Unvollständigkeit der Verwandlung nicht verlassen. Da der Geheimgang nicht mehr zu öffnen ist, müssen Jones und Finnley mit der verletzten Liz ihren Weg durch das Labyrinth finden. Als sie wieder nach draußen gelangt sind, suchen sie noch einmal das Kloster auf, um den dortigen Mönchen die Figuren zur Verwahrung anzuvertrauen.

## Ausgaben
- Wolfgang Hohlbein: Indiana Jones und das Labyrinth des Horus, Goldmann, München 1993, ISBN 3-442-41145-9.